# Famille Sandler
La famille Sandler est une famille française de responsables communautaires juifs dont trois membres ont été victimes du terrorisme à Toulouse en 2012.

## Histoire
Une partie de la famille Sandler est enterrée au cimetière de Wissembourg, d'où elle est originaire depuis le XVIIIe siècle. En 1937, deux ans après l’adoption des lois de Nuremberg par l'Allemagne nazie, Robert et Henriette Sandler fuient clandestinement Mannheim et leur affaire de fonderie de métaux ferreux pour échapper aux persécutions antisémites. Ils retrouvent au Havre une partie de leur famille mais doivent de nouveau fuir lorsqu'après le début de la Seconde Guerre mondiale, leur nationalité allemande fait d'eux des indésirables. Ils se cachent à Limoges où, au début de l'occupation et à la demande du rabbin Abraham Deutsch, ils ouvrent dans leur appartement, avec la sœur de Robert, Blanca Sandler, leurs parents, Maurice et Clémentine Sandler, un restaurant cachère clandestin où sont aussi fabriqués des faux papiers pour ceux qui veulent franchir la ligne de démarcation. Ce restaurant était situé au 6 de la rue Gaignolle à Limoges. Lea Sandler racontera : « Il y avait des châtaignes en abondance, permettant de faire de nourrissantes purées. Un paysan des environs, d'origine alsacienne, nous fournissait des légumes, y compris des pommes de terre, rares et appréciées en ce temps-là. Par ailleurs, nous échangions nos tickets de cigarettes contre des points [coupons] d'alimentation. »[pertinence contestée][pas clair]. Cette frugale nourriture était toutefois servie dans des assiettes en porcelaine de Limoges, certes vendues au rabais car présentant des défauts. Le restaurant est fermé  par les Allemands vers la fin de 1943 mais les Sandler échappent à l'arrestation et doivent se cacher jusqu'à la Libération. Toutefois un petit-cousin de Léa et Samuel Sandler, âgé de 8 ans, est arrêté et déporté de Drancy à Auschwitz en 1943 avec ses parents et sa grand-mère.     
Après une fille, Léa, née avant la guerre et qui émigrera en Israël, Robert et Henriette Sandler ont un fils, Samuel (1945 - 12 janvier 2024,), qui naît juste après la guerre. Peu après, ils sont appelés à Paris pour reprendre la gestion du foyer israélite du 5 de la rue de Médicis, à l'époque le restaurant universitaire cacher de Paris. Ils gardent cette activité pendant quinze ans environ. Ce foyer était fréquenté vers 1947 par Élie Wiesel. Pour un autre de ses clients, « c'était un restaurant qui avait du charme, avec une terrasse donnant sur la rue, géré par M. Sandler ». Alors qu'il n'est plus géré par les Sandler, il est détruit par un attentat le 27 mars 1979 qui fait 33 blessés et il n'est pas reconstruit. 

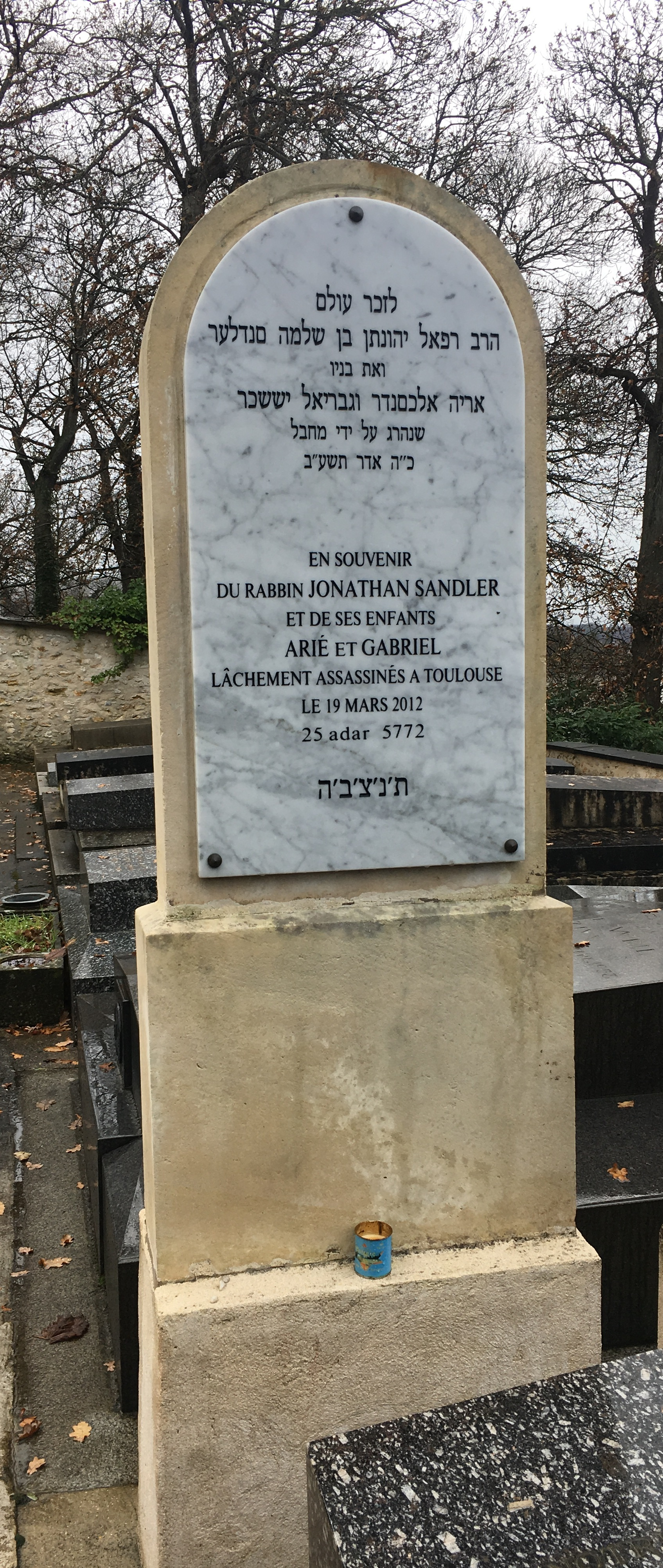
Plaque à la mémoire du rabbin Jonathan Sandler et de ses enfants érigée au cimetière juif de Versailles.

Le fils de Robert et Henriette, Samuel Sandler, devient ingénieur en aéronautique et s'engage dans la communauté juive. Il est élu président de la communauté de Versailles. En raison de ses efforts pour rapprocher les communautés religieuses, il est fait chevalier de l'ordre national du Mérite.
Le fils de Samuel, Jonathan, naît à Bordeaux en 1982. Jusqu'en quatrième, il fréquente l'école publique au Chesnay près de Versailles, où ses parents se sont établis puis il s'inscrit à l'école juive Ozar Hatorah de Toulouse. Après son baccalauréat, il entreprend des études devant le mener au rabbinat en Israël puis revient en France pour se marier avec Eva Alloul avant de retourner en Israël et y préparer de jeunes francophones au rabbinat. Le couple a trois enfants, deux garçons, Gabriel et Arié, et une fille. En septembre 2011, il retourne à l'école Ozar Hatorah, cette fois pour y enseigner le judaïsme,.
Le 19 mars 2012, Mohammed Merad, terroriste islamiste ayant les jours précédents abattu trois soldats français massacre devant l'école Ozar Hatorah Jonathan Sandler, qui essaye vainement de protéger ses deux jeunes fils, Gabriel, 3 ans, et Arié, 6 ans à leur tour abattus ainsi qu'une autre petite enfant, Myriam Monsonégo, la fille du directeur de l'école. Eva Sandler, son épouse, est directement témoin de la scène. Les victimes sont enterrées à Jérusalem le 21 mars.
Le 29 janvier 2019, la synagogue de Jérusalem fondée par Eva Sandler en mémoire de son époux Jonathan Sandler, de ses enfants Arié et Gabriel et de Myriam Monsonégo 8 ans, est vandalisée, ce que le ministre de l'Intérieur israélien qualifie de « pogrom antisémite scandaleux ».

## Hommages

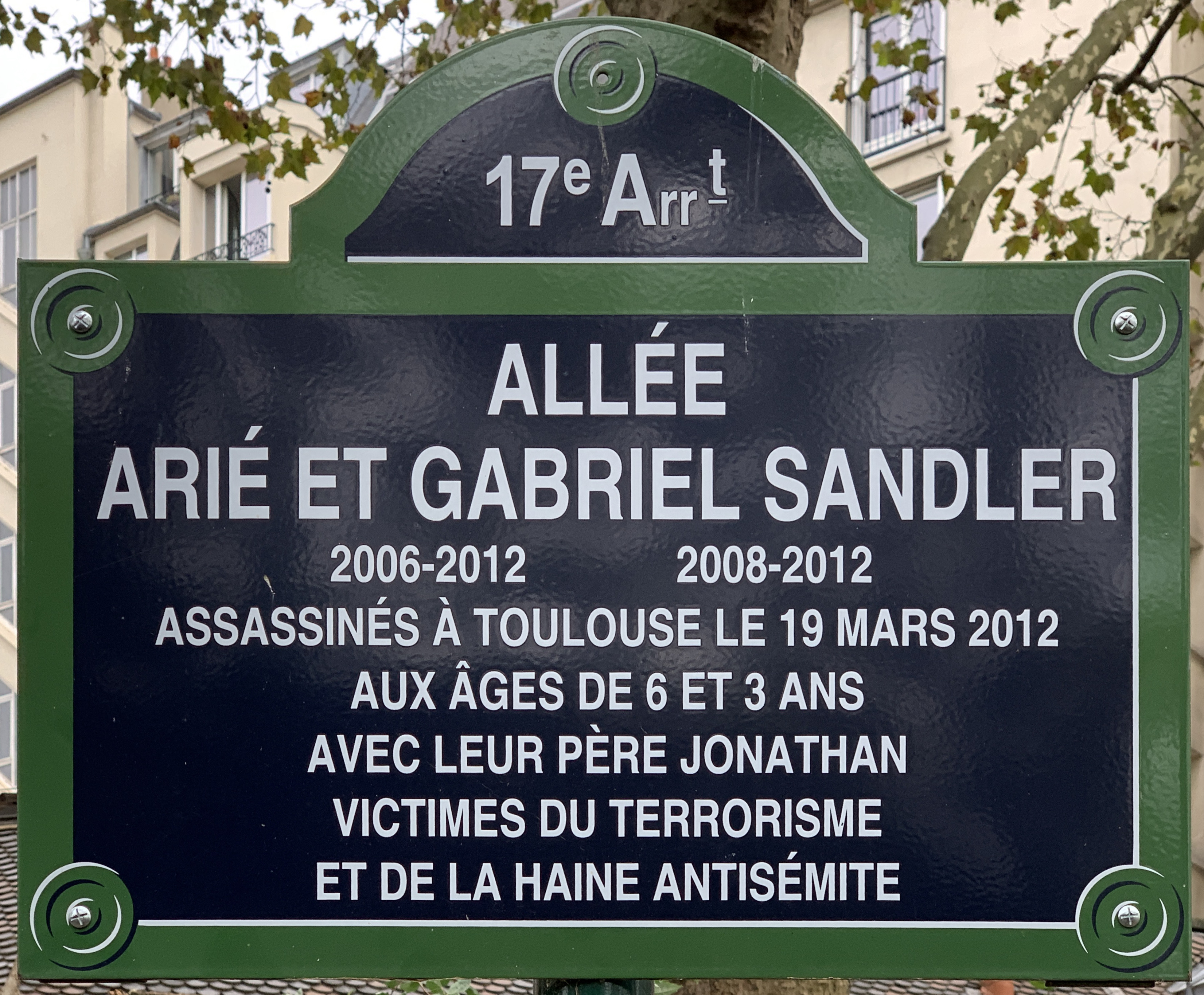
Plaque de l'allée Arié et Gabriel Sandler.

Le 19 mai 2019, deux allées aux noms d'une part d'Arié et Gabriel Sandler et d'autre part de Myriam Monsonego, les trois enfants assassinés à Toulouse, sont inaugurées dans le square Sainte-Odile à Paris.

## Œuvres
- Jonathan Sandler, Pour plus de lumière - Compilation de commentaires sur les parachioth et les fêtes, Jérusalem, Éditions Kountrass, 2012, présentation en ligne par Bruno Charmet, directeur des Amitiés judéo-chrétiennes
- Eva Sandler, « Un cri du cœur pour plus de lumière », sur Amitiés judéo-chrétiennes de France,      texte original en hébreu publié le 22 mars 2012
- Samuel Sandler avec Émilie Lanez, Souviens-toi de nos enfants, Grasset, 21 mars 2018 (EAN 9782246815501, présentation en ligne)